# Korek

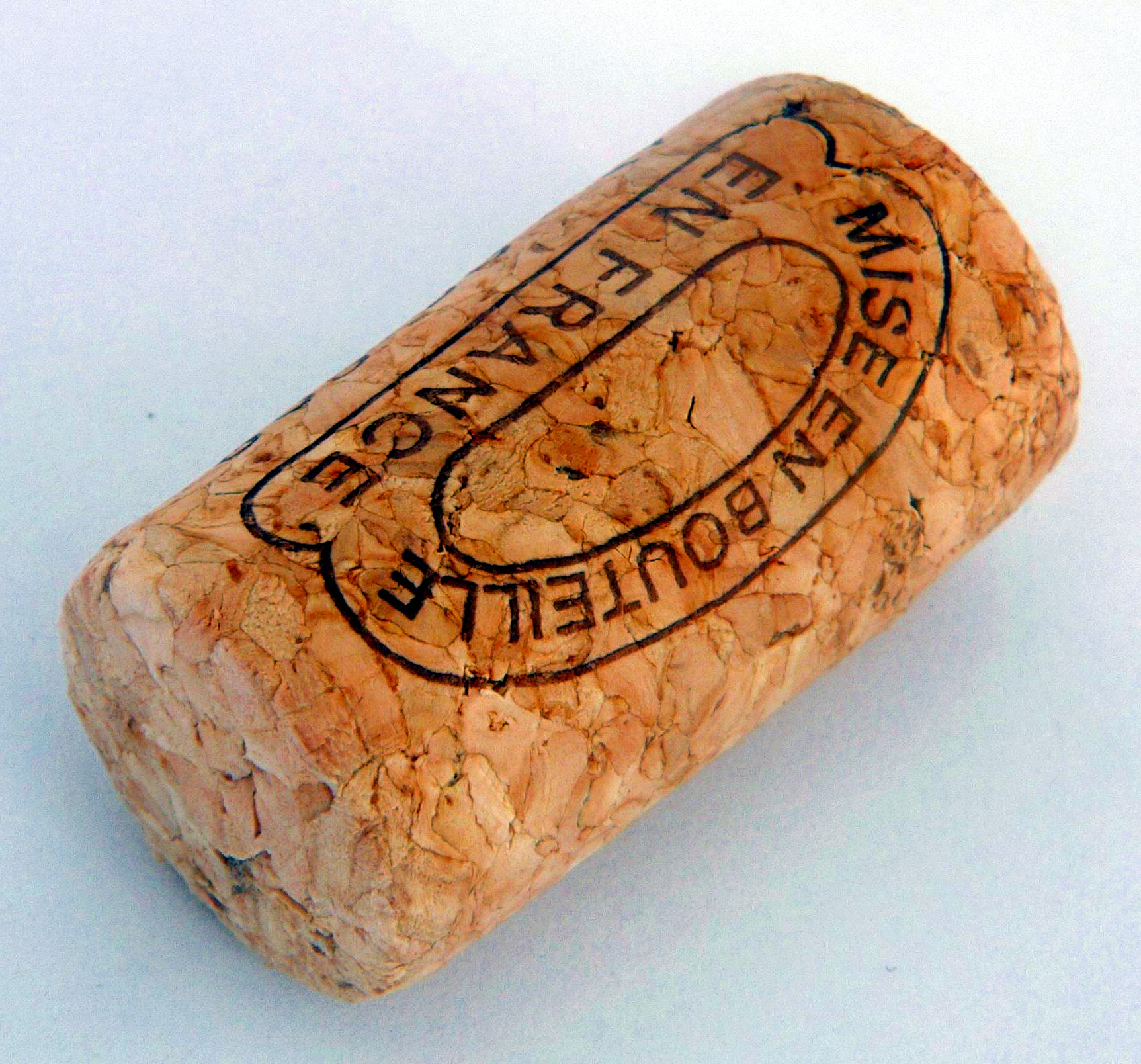
Korek od butelki z winem

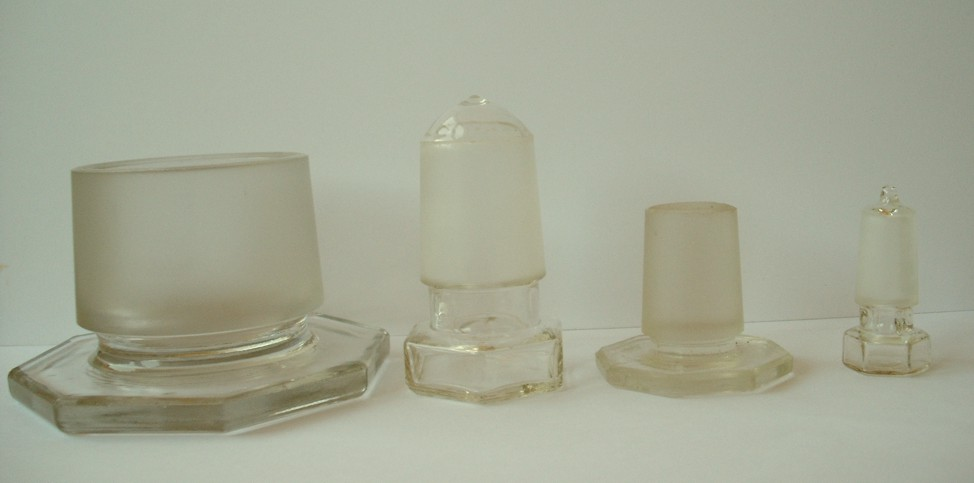
Szklane korki laboratoryjne ze szlifem

Korek – zamknięcie naczynia (zazwyczaj butelki, ale niekiedy też słoja albo termosu bądź naczyń laboratoryjnych) wykonane z nieprzepuszczalnego materiału. W zależności od przechowywanego w naczyniu medium – gazu, cieczy lub materiału sypkiego, korek winien być nieprzepuszczalny (szczelny) dla tego medium. Szczelnością charakteryzują się korki szlifowe, stosowane zwykle w laboratoriach chemicznych.
Spotykane są korki szklane (najczęściej szlifowane w celu poprawienia szczelności), gumowe, z tworzyw sztucznych, ale najbardziej popularne są korki z kory dębu korkowego lub innych drzew (korka), od czego pochodzi nazwa.